# H.R. Carlsen
Hans Rasmussen Carlsen(-Lange) (28. oktober 1810 – 2. juli 1887) var en dansk godsejer, politiker og indenrigsminister.
Hovedgården Gammel Køgegård, der ligger tæt uden for Køge by, købtes 1776 af Rasmus Carlsen (Lange) og gik fra ham til sønnen Chr. Rasmussen Carlsen, der i februar 1817, året før sin død, blev adlet med Langernes våben, 3 roser i sølvfelt. I sit ægteskab med Else Margrethe f. Nyhuus havde han 4 børn, af hvilke H.R. Carlsen, født 28. oktober 1810, var den ældste.
Som 12 års dreng kom han til det den gang lige genoprettede Sorø Akademi, men blev dog ikke student herfra, hvorimod han, som han allerede fra barn havde ønsket det, sendtes til Forstinstituttet i Kiel og der i 1832 tog forsteksamen; han var en dygtig forstmand, både teoretisk og praktisk, elskede naturen og dyrelivet og var i mange år også en ivrig jæger. Året efter hans hjemkomst gav moderen ham skøde på Gammel Køgegård for 100000 rdl., en pris, der nu kan synes rent nominel, men på den tid svarede til godsets virkelige værdi, og i 1845 oprettedes deraf et stamhus, hvis hele tilliggende af hartkorn den gang opgaves til 514 tdr., men senere er formindsket ved salg af fæstegods, som er substitueret ved fideikommiskapital. I august 1841 ægtede han den 19årige Clara Sophie komtesse Krag-Juel-Vind-Frijs, en datter af den daværende lensgreve; hun var en begavet, livlig og from kvinde, men meget svag, og efter forgæves at have søgt helbredelse ved rejser til syden døde hun 26. december 1852 af brystsyge; spiren til denne sygdom var gået i arv til deres eneste søn, der efter stamhusets erektionsbrev skulle ved tiltrædelsen have antaget navnet Lange, og som døde 30. december 1865, 19 år gammel. Kun datteren Emmy, f. 4. juni 1842, stiftsdame i Vallø, overlevede faderen og blev stamhusets besidderinde.
Carlsens indtræden i det politiske liv falder allerede i 1841, da han af sædegårdsejernes klasse valgtes til deputeret i østifternes stænderforsamling den unge begavede og livlige mand indtog en ejendommelig stilling blandt sine standsfæller; i sin grund var han lige så fuldblods aristokrat som nogen af dem, men det folkelige, det nationale havde grebet ham dybt, og han var klar på, at enevælden måtte vige for en friere statsforfatning, som også havde hans fulde sympati, når den kun fik et betryggende grundlag i en valgordning, der sikrede de besiddende og de bedst oplyste samfundsklasser en passende indflydelse. Nærmest tilhørte han den retning, som i Peter Adolph Tutein fra Marienborg havde sin dygtigste ordfører, afgjort national og konstitutionelt sindet efter engelsk-fransk mønster, men dog tagende en vis afstand fra den egentlige opposition, af hvilken senere det nationalliberale parti udviklede sig. Når Carlsen ikke havde sæde i den grundlovgivende rigsforsamling og på de første rigsdage, og når han således ikke kom til at tage del i forfatningsdebatten og de heftige politiske kampe, der betegnede de første år efter oprørets underkuelse, har dette vistnok udelukkende haft sin grund deri, at hans hustrus langvarige sygdom netop i disse år bandt ham til hjemmet og gav ham andre pligter.
Det vakte nogen overraskelse, både at blev udnævnt til kongevalgt Rigsråd 14. juni 1855, efter ministeriet Ørsted-Bluhmes afgang, og at han tog imod denne udnævnelse, da han dog ikke sympatiserede med den daværende regerings helstatsbestræbelser, i alt fald ikke med de veje, ad hvilke de søgtes realiserede. Var her nogen konflikt, hævedes den imidlertid, da han gik over til det efter forfatningen af 2. oktober 1855 skabte Rigsråd og her tog sæde som kongevalgt medlem på 12 år. Også i rigsdagen for kongerigets særlige anliggender fik han plads, da han i 1859 valgtes til Landstinget for 8. kreds (Nordvestjylland). Der er ikke fra disse år nogen fremtrædende virksomhed at omtale; han tog jævnlig del i debatterne, særlig om kirkelige spørgsmål, der efter hans dybe og faste religiøsitet fortrinsvis interesserede ham, men uden at spille nogen betydelig rolle. Ligesom han i kirkelig henseende hældede til grundtvigianismen og billigede dens hovedretning uden dog at følge med til alle yderlighederne, således havde han, trods sin uformindskede aristokratisme, ikke få berøringspunkter med Bondevennerne, det daværende Venstre, – det vil da sige med deres nationale fløj og med den retning, som ved Danevirkeforeningen søgte at rejse en national opposition imod Halls ministerium – og stod i intimere forhold til Balthazar Christensen. Det var vel nærmest denne hans stilling, men vistnok tillige et hensyn til de i foråret på ny gjorte skridt af kong Carl XV i retning af en skandinavisk union – skridt, som foretoges ad ikke-officiel vej, og som på det tidspunkt manglede alle betingelser for at kunne få praktisk betydning -, der bragte Monrad til i maj 1864 da nogle medlemmer af det nytårsaften 1863 dannede ministerium forlod ham, at drage Carlsen ind i regeringen; han blev indenrigsminister i stedet for Carl von Nutzhorn, men allerede i juni indgav han sin demission, da han var blevet klar på ministeriets aldeles uholdbare stilling, og det var ham meget imod, at han først i juli blev fri ved hele kabinettets afgang. Endnu et skridt videre gik han ved i august 1864 at nedlægge sit mandat som kongevalgt rigsrådsmedlem, hvorimod han beholdt sin plads i Rigsdagens Landsting indtil efter forfatningsforandringen i juli 1866. Også under debatterne om denne, ligesom det havde været tilfældet i 1863 under Rigsrådets forhandlinger om Novemberforfatningen, stod han på Det nationale Venstres side og tog ordet for bevarelsen af den uforandrede Junigrundlov, i hvis Landsting han ikke så nogen fare for den fremtidige udvikling, en anskuelse, som han dog under de senere tiders erfaring ikke fastholdt. Hans optræden under grundlovskampen bevirkede, at han ikke genvalgtes til Landstinget, men han blev da valgt til folketingsmand i Vejle og sad valgperioden ud. I juni 1870 blev han kongevalgt medlem af Landstinget og beholdt dette mandat indtil sin død.
Ved siden af denne parlamentariske virksomhed går en anden som deltager i kommissioner: Den soranske kommission (som formand) 1866, forsvarskommissionen samme år, teaterkommissionen 1867 og kirkekommissionen 1868. De kirkelige forhold skænkede han en særlig interesse, og han var ikke blot en dybt religiøs natur, men tillige nøje fortrolig med den videnskabelige teologi og filosofi. Hans ualmindelige evner kom vistnok bedre til deres ret, og hans indflydelse var større under sådanne forhandlinger, som unddrog sig offentligheden, end i selve rigsdagen. Hans ualmindelige kundskaber, selvstændige tænkning og ofte klare blik på sagens forskellige sider, der i private samtaler eller i mindre kredse lod ham dømme sikkert og uforbeholdent, kom ikke her til at gøre sig gældende efter fortjeneste; det var ikke parlamentarisk evne, som manglede ham, thi han talte godt, om end ikke med særlig veltalenhed, men han havde en vis sky for at gøre sig gældende, og hans standpunkt var i kraft af hans udprægede selvstændighedsfølelse ofte så ejendommeligt, at det ikke kunne vente at komme i betragtning under partiernes stærke brydninger. Hvad der aldrig fornægtede sig hos ham, var hans glødende fædrelandskærlighed, hans nationale følelse og hans ædle, ridderlige tænkemåde, der blev båret af en inderlig religiøsitet. I sine sidste år var han under de politiske kampe fuldt enig med ministeriet Estrup om målet og troede at skylde sagen at tilbageholde sin tvivl om et og andet af midlerne.
Carlsens personlighed og liv er ikke skildret uden en omtale af hans nære forhold til Grundtvig og grundtvigianismen. Hans 3 år yngre søster Anna Maria Elise, som i 1842 var blevet enke efter godsejer Harald Toft til Rønnebæksholm, ægtede N.F.S. Grundtvig, medens en anden søster, Jutta, var gift med præsten Peter Rørdam. Disse familieforbindelser bragte ham i nært forhold til Grundtvig og hans skole, både i kirkelig og i historisk-folkelig retning; skønt han også her bevarede sin selvstændighed og tog sine forbehold, kom han således i en vis forbindelse med grundtvigianernes kreds. Familiebegravelsen på åsen ved Gammel Kjøgegård blev i 1853 indviet af Grundtvig, som ved denne lejlighed skrev et af sine skønneste og dybeste digte. Her jordfæstedes i 1854 fru Grundtvig, 11. september 1872 Grundtvig selv, i 1876 stiftsdamen Franziska Carlsen. Og her, ikke langt fra den ærestøtte, som «Gaardmænd, Husmænd, Forpagtere, Arbejdere og Betjente» i 1876 rejste for ham, hans fader og bedstefader, stedtes også han til hvile efter 2. juli 1887 at være død på Gammel Køgegård, 77 år gammel.
Carlsen blev hofjægermester (1841) og kammerherre (1873). Han var dekoreret med Vasaordenens kommandørkors, men havde mærkelig nok ingen dansk orden.